# Interzato in fascia
In araldica il termine interzato in fascia indica lo scudo suddiviso in tre porzioni della stessa ampiezza da due linee orizzontali.
Abitualmente le tre porzioni sono di smalto diverso, in quanto nell'araldica italiana l'interzato in fascia di due soli smalti è blasonato più correttamente: di (primo smalto) alla fascia del (secondo smalto).
Anche nell'interzato le linee di partizione possono essere alterate nelle varie forme presenti nell'araldica, e divenire quindi increspate, ondate, cuneate, etc.

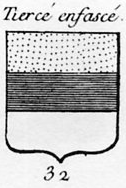
Interzato in fascia d'oro, d'azzurro e d'argento
Interzato in fascia d'argento, di verde e di nero
Interzato in fascia: 1° di rosso, 2° d'argento e 3° di rosso
Interzato in fascia d'azzurro, d'argento e di verde
Interzato in fascia d'oro, d'azzurro e di rosso
Interzato in fascia d'oro, di rosso e d'azzurro
Interzato in fascia di nero, d'argento e d'azzurro
Il 2° interzato in fascia di nero, d'argento e di rosso

## Traduzioni
- Francese: tiercé en fasce
- Inglese: tierced per fess
- Tedesco: zweimal geteilt
- Spagnolo: terciado en faja
- Olandese: doorsneden in drieën